# Couto de Baixo
Couto de Baixo era una freguesia portuguesa del municipio de Viseo, distrito de Viseo.

## Historia
Fue suprimida el 28 de enero de 2013, en aplicación de una resolución de la Asamblea de la República portuguesa promulgada el 16 de enero de 2013 al unirse con la freguesia de Couto de Cima, formando la nueva freguesia de Coutos de Viseu.

## Patrimonio
En el patrimonio histórico-artístico de la antigua freguesia cabe señalar el antiguo pelourinho, levantado cuando Couto de Baixo era cabecera de los cotos de Santa Eulalia.